# Fabrice Radkowski
Fabrice Radkowski (né le 4 novembre 1970) est un douaisien Champion du monde de culturisme 2007

## Biographie
- commence la compétition en 2003
- au départ s'entraine dans le club de force athlétique d'Aniche avec lequel il obtient de nombreux titres régionaux et nationaux en catégorie junior durant les années 1980/1990.
- Fabrice se montre excellent dans la pratique des squat, développé couché et soulevé de terre.
- Après une pause il reprend l'entrainement en 1999 et rejoint le club d'Auby (Auby forme) pour se consacrer entièrement au culturisme.
- Son style d'entrainement reste marqué par ses débuts en force athlétique, puisqu'il pratique toujours les mouvements de base

• Il travaille depuis septembre 2022 en tant que responsable technique à l'Institut d'Anchin de Pecquencourt

## Titres
- 3 fois champion de France
- vice-champion d'Europe
- Champion du monde 2007
- à 38 ans se présente au concours de Monsieur Univers en octobre 2009 en Angleterre
- En novembre 2013 il finit 3e au concours de Mr. Univers
- 3e au championnat du monde en Russie 2017